# Amelia Windsor
Lady Amelia Windsor (Amelia Sophia Theodora Mary Margaret Windsor, ur. 24 sierpnia 1995 w Cambridge) – brytyjska modelka, spokrewniona z brytyjską rodziną królewską z rodu Windsorów, jest córką George'a Windsora, hrabiego St Andrews i jego żony, Sylvany oraz praprawnuczką Jerzego V, króla Zjednoczonego Królestwa. Znajduje się w linii sukcesji brytyjskiego tronu.

## Powiązania rodzinne i edukacja
Amelia urodziła się 24 sierpnia 1995 w Rosie Hospital w Cambridge. Jej rodzicami są Jerzy Windsor, hrabia St Andrews, potomek brytyjskiej rodziny królewskiej i jego żona, Sylvana Windsor, z domu Tomaselli, doktor historii. Jej dziadkami są ze strony ojca Edward, książę Kentu, książę Zjednoczonego Królestwa z dynastii Windsorów i jego żona, Katarzyna, brytyjska arystokratka. Natomiast ze strony matki Maximilian Tomaselli i jego żona, Josiane. Ma starszego brata, Edwarda, lorda Downpatrick i starszą siostrę, lady Marinę Windsor. Została ochrzczona w kościele anglikańskim 21 grudnia 1995 w kaplicy Królewskiej Pałacu Świętego Jakuba w Londynie.
Od urodzenia nosi tytuł lady Windsor. Na listę wpisana została w 2015 na mocy Succession to the Crown Act 2013 – do tego czasu była wykluczona z powodu ślubu jej ojca z kobietą wyznania katolickiego. Nie jest formalnie członkinią brytyjskiej rodziny królewskiej i wobec tego nie ma obowiązku reprezentowania monarchy w oficjalnych wystąpieniach. Mieszka w Notting Hill w Londynie.
Edukacja Ukończyła St. Mary’s School w Ascot. Spędziła gap year w Indiach i Tajlandii, a następnie podjęła studia w zakresie filologii włoskiej i francuskiej na Uniwersytecie Edynburskim.

## Kariera zawodowa
Od 2016 pracuje jako modelka. Obecnie współpracuje ze Storm Model Management. Wystąpiła w pokazach Dolce & Gabbana w 2017 i 2019. W maju 2018 we współpracy z Penelope Chilvers wydała swoją pierwszą kolekcję ubrań. W listopadzie 2019 zaprojektowała własną kolekcję biżuterii.

## Genealogia
| Osoba          | Rodzice                          | Dziadkowie               | Pradziadkowie               |
| Amelia Windsor | Jerzy Windsor, hrabia St Andrews | Edward, książę Kentu     | Jerzy, książę Kentu         |
| Amelia Windsor | Jerzy Windsor, hrabia St Andrews | Edward, książę Kentu     | Maryna, księżna Kentu       |
| Amelia Windsor | Jerzy Windsor, hrabia St Andrews | Katarzyna, księżna Kentu | William Worsley, 4. baronet |
| Amelia Windsor | Jerzy Windsor, hrabia St Andrews | Katarzyna, księżna Kentu | Joyce Morgan Brunner        |
| Amelia Windsor | Sylvana, hrabina St Andrews      | Maximilian Tomaselli     |                             |
| Amelia Windsor | Sylvana, hrabina St Andrews      | Maximilian Tomaselli     |                             |
| Amelia Windsor | Sylvana, hrabina St Andrews      | Josiane Preschez         |                             |
| Amelia Windsor | Sylvana, hrabina St Andrews      |                          |                             |